# Samanchuda
Samanchuda (albo Samanchudat, Saman Khoda, Saman Choda) (pers. – pan Samanu) – eponimiczny protoplasta dynastii Samanidów, żyjący w pierwszej połowie VIII wieku.
Wnioskując z jego imienia Samanchuda musiał być perskim dehkanem władającym wsią Saman, którą źródła różnie lokalizują – miała ona znajdować się w rejonie Balchu, Samarkandy bądź nawet Termezu. Biruni podaje jego genealogię sięgającą cztery pokolenia wstecz do Bahrama Czobina, natomiast Gardezi wymienia jego przodków aż do Gajomarta, pierwszego człowieka. Niezależnie od prawdziwości pochodzenia Samanidów od Bahrama, co dzisiaj jest powszechnie podawane w wątpliwość, faktem jest, że genealogia ta została zaakceptowana przez współczesnych. Samanchuda był związany z dworem namiestnika Umajjadów w Chorasanie Asadem Ibn Abd Allahem al-Kasrim (724-727) i (735-738). Na dworze Asada nawrócił się z zaratusztrianizmu na islam i na jego cześć nadał swojemu synowi imię Asad.